# María Inés Falconi
María Inés Falconi (* 1954 in Buenos Aires) ist eine argentinische Autorin und Lehrerin.
Sie arbeitet in den Theater-Ausdruck-Ateliers für Kinder und Jugendliche im Escuela de Teatro de la Universidad Popular de Belgrane. Sie ist Koordinatorin und Direktorin des Ateliers La Mancha und gab Kurse für das Theater für Kinder an der Universidad Popular de Belgrano, der Universidad Central de Caracas und der Universidad de Maracaibo. Zu ihren Werken gehören Romane, Kurzgeschichten und Theaterstücke. Sie hat außerdem verschiedene Stücke in Anlehnung an William Shakespeare herausgebracht, z. B. De como Romeo se transó a Julieta (Romeo und Julia) und Ruido en una noche de verano (Ein Sommernachtstraum).

## Werke
- Fin de Semana en el Paraíso (Roman)
- Niños, las brujas no existen (Kurzgeschichte)
- Pajaritos en bandadas (Anthologie)
- Caídos del mapa (Roman)
- Bichos de cuento (Kurzgeschichte)
- Mascotas de cuento (Kurzgeschichte)
- Hasta el domingo (Theaterstück)
- Sobre ruedas (Theaterstück)
- Que las hay... las hay (Theaterstück)
- Hola y chau, papá (Theaterstück)
- Las dos Marías (Roman)

| Personendaten    | Personendaten                      |
| ---------------- | ---------------------------------- |
| NAME             | Falconi, María Inés                |
| KURZBESCHREIBUNG | argentinische Autorin und Lehrerin |
| GEBURTSDATUM     | 1954                               |
| GEBURTSORT       | Buenos Aires                       |